# Josefine Vettori

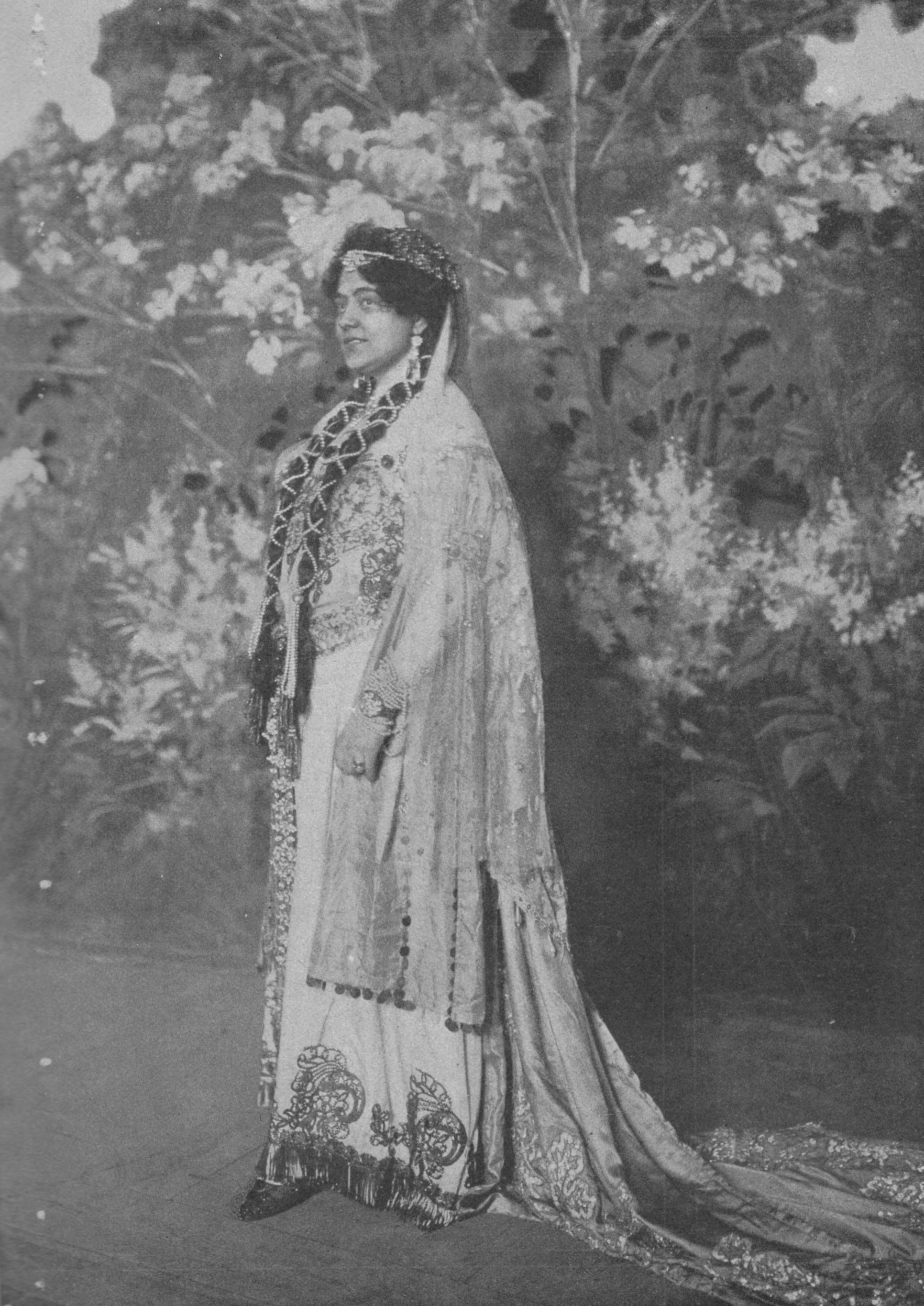
Josefine Vettori als Königin in Messagers Operette „Der Prinz-Gemahl“ (1904)

Josefine Vettori (22. Oktober 1869 als Josefa Emilie Irene Keßler in Wien – nach 1937) war eine österreichische Schauspielerin und Opernsängerin (Sopran).

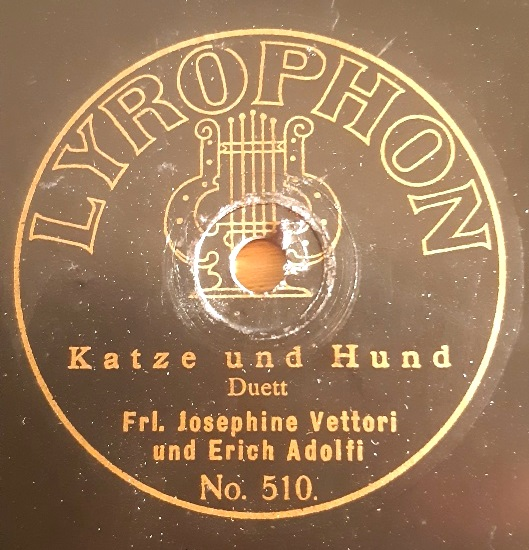
Schallplatte vom Josephine Vettori (Berlin 1905)

## Leben
Josefine Vettori war eine Tochter von Josef Vettori und Wilhelmine Keßler. Ihr Vater war Beamter der Nordostbahn. Nach der Heirat ihrer Eltern trug sie den Familiennamen ihres Vaters.
Sie wurde durch Professor Grün, Kammersängerin Rosa Papier und Kapellmeister Adolf Neuendorff, Gatte der Georgine von Januschofsky, für die Bühnenlaufbahn ausgebildet, die sie 1895 in Düsseldorf begann. Von 1896 bis 1900 wirkte sie am Hoftheater in Braunschweig und trat im Jahre 1900 in den Verband des Straßburger Stadttheaters, wo sie als „Gretel“ debütierte.
Vettori füllte das Fach der Opernsoubretten zur Zufriedenheit von Publikum und Kritik aus und wusste sowohl durch Stimme wie Vortrag und Spiel beste Wirkung zu erzielen. Die Künstlerin war im Besitz einer wohlklingenden, in allen Lagen ausgeglichenen, umfangreichen Sopranstimme von bestwirkendem Timbre. Dabei besaß diese intelligente Darstellerin auch eminentes Schauspieltalent, Humor und Temperament.
„Regimentstochter“, „Undine“, „Mignon“, „Rose Friquet“ etc. waren ebenso beliebte Leistungen wie „Orlofsky“, „Bronislawa“ etc.
1902 wurde Vettori für das Berliner Centraltheater verpflichtet.
Ihr weiterer Lebensweg ist derzeit nicht bekannt. 1936 und 1937 trat sie noch in zwei Filmen auf.
Von ihr existiert eine bekannte Schallplatte der Marke Lyrophon (Berlin 1905).

## Filmografie
- 1936: Das Hermännchen. Nee, nee, was es nich’ alles gibt
- 1937: Der Klapperstorchverband